# Lliga catalana de bàsquet
La Lliga catalana de bàsquet, coneguda oficialment com a Lliga Nacional Catalana i també històricament i popularment com a Lliga Catalana, és una competició oficial de bàsquet que organitza la Federació Catalana de Bàsquet. Consta de les següents categories:
- Lliga catalana de bàsquet masculina, màxima categoria de la competició masculina.
- Lliga catalana de bàsquet LEB, segona categoria de la competició masculina.
- Lliga catalana de bàsquet EBA, tercera categoria de la competició masculina.
- Lliga catalana de bàsquet femenina, màxima categoria de la competició femenina.
- Lliga catalana de bàsquet femenina 2, segona categoria de la competició femenina.

Prèviament a la creació d'aquesta competició existiren el Campionat de Catalunya, que se celebrà entre els anys 1923 i 1957, i la Lliga catalana "Trofeu Samaranch", que es disputà entre 1953 i 1969.